# Chilii (okręg Ardżesz)
Chilii – wieś w Rumunii, w okręgu Ardżesz, w gminie Mioarele. W 2011 roku liczyła 103 mieszkańców.